# Parhyalella whelpleyi
Parhyalella whelpleyi is een vlokreeftensoort uit de familie van de Dogielinotidae. De wetenschappelijke naam van de soort is voor het eerst geldig gepubliceerd in 1933 door Clarence Raymond Shoemaker.